# Trachyandra montana
Trachyandra montana är en grästrädsväxtart som beskrevs av John Charles Manning och Peter Goldblatt. Trachyandra montana ingår i släktet Trachyandra och familjen grästrädsväxter. Inga underarter finns listade i Catalogue of Life.